# Abu l-Abbas al-Saffah
Abū l-‛Abbās, detto al-Saffāḥ, (in arabo ﺍﺑﻮ ﺍﻟﻌﺒﺎﺱ ﺍﻟﺴﻔﺎﺡ‎?, Abū l-ʿAbbās al-Saffāḥ, il cui vero nome fu ʿAbd Allāh b. Muḥammad b. ʿAlī b. ʿAbd Allāh b. al-ʿAbbās; al-Humayma, 722 – al-Anbar, 754), fu il primo Califfo della dinastia degli Abbasidi, che dal 750 al 1258 governò sulla maggior parte dei territori assoggettati alla religione e al governo dell'Islam.

## Biografia
Figlio dell'Abbaside Muḥammad b. ʿAlī b. ʿAbd Allāh, la sua proclamazione a califfo avvenne in realtà il 26 novembre del 749, nella moschea di Kufa, la medesima in cui, non a caso, era caduto assassinato il quarto califfo musulmano ʿAlī b. Abī Ṭālib, nel cui ricordo e per i cui "buoni diritti" a governare la Umma della sua discendenza s'era organizzato il fronte anti-omayyade.
A proclamare califfo l'esponente della famiglia abbaside provvide il suo generale al-Ḥasan b. Qaḥṭaba, e in quell'occasione Abū l-ʿAbbās pronunciò un discorso passato alla storia per durezza e arte oratoria.
La sua durezza fu mostrata di lì a poco, giacché mentre venivano piegate le ultime disperate resistenze in Egitto dell'ultimo califfo omayyade, il prode Marwān II, il neo-califfo convocava a Nahr Abī Fuṭrus (il fiume Yarkon, presso l'attuale Petah Tiqwa) gli appartenenti all'ampia famiglia omayyade, per un banchetto "di riconciliazione". Gli storici raccontano che egli facesse invece sopprimere gli invitati mentre banchettava allegramente e indifferentemente con i commensali suoi amici e fedeli, inviando poi suoi emissari in tutti i luoghi di sepoltura dei defunti califfi omayyadi con l'incarico di disseppellirne i cadaveri - con l'unica eccezione del "pio" ʿUmar II b. ʿAbd al-ʿAzīz - per oltraggiarne impietosamente le spoglie.
Forse da tutto ciò deriva l'erronea traduzione del suo laqab, frequentemente ancora resa come "il Sanguinario", laddove il termine significa, sì, "sanguinario" ma nel senso del sacrificante che uccide di suo pugno le vittime designate per un sacrificio a Allah, per dissezionarne poi le parti e distribuirle infine ai partecipanti al rito. Il fatto di essere inevitabilmente "insanguinato" ha quindi il preciso significato di "generoso": cosa tanto più evidente quanto più si consideri che tutti i laqab dei califfi abbasidi hanno un significato elogiativo e positivo e mai truce o negativo.
Il nuovo califfo - succeduto a suo fratello poco prima della vittoria finale contro gli Omayyadi allorché l'erede designato, suo fratello Ibrāhīm, era stato individuato dalla polizia omayyade, arrestato e soppresso in carcere - non godette a lungo del potere assoluto procuratogli dai suoi devoti sostenitori, tra tutti i quali spicca la figura di Abū Muslim. All'età infatti di appena 29 (o, secondo altre fonti, 33) anni morì ad al-Anbār (attuale Iraq) di vaiolo, lasciando la guida del califfato a suo fratello, Abū Jaʿfar ʿAbd Allāh al-Manṣūr, di lui assai più capace e già da tempo sua "eminenza grigia".